# Basin (województwo mazowieckie)
Basin – wieś w Polsce położona w województwie mazowieckim, w powiecie grodziskim, w gminie Baranów.
| SIMC    | Nazwa   | Rodzaj    |
| ------- | ------- | --------- |
| 0722845 | Zabrody | część wsi |

W latach 1975–1998 miejscowość administracyjnie należała do województwa skierniewickiego.